# پتی اسمیت
پاتریشیا لی اسمیت (انگلیسی: Patricia Lee Smith؛ زادهٔ ۳۰ دسامبر ۱۹۴۶) خواننده، ترانه‌نویس، شاعر، نقاش، مؤلف و عکاس آمریکایی است. شهرت وی بخاطر تأثیرش بر موسیقی و فرهنگ پانک راک در دهه ۱۹۷۰ میلادی و همچنین اجرای آهنگ «به خاطر شب» است، که آن را به همراه بروس اسپرینگستین نوشت و در سال ۱۹۷۸ در جدول ۱۰۰ آهنگ برتر بیلبورد سیزدهم شد.
اسمیت در قسمتی از کنسرت ملت‌داون سال ۲۰۰۹، در هنگام اجرای آهنگ «قدرت در دست مردم است» برای حمایت از اعتراضات مردم ایران پس از انتخابات ریاست جمهوری سال ۱۳۸۸ از شعار «رأی من کجاست» در قسمتی از آهنگش استفاده کرد.

## اوایل زندگی و تحصیلات
اسمیت در ۳۰ دسامبر ۱۹۴۶ در بخش لینکلن پارک شیکاگو به دنیا آمد. مادرش بورلی اسمیت، خواننده جاز بود که پیشخدمت شد، و پدرش گرانت اسمیت، ماشین‌کار هانی‌ول بود. خانواده‌اش تا حدودی اصل و نسب ایرلندی دارد، و پتی بزرگ‌ترین فرزند از چهار فرزند خانواده هست.
وقتی اسمیت چهار ساله بود، خانواده از شیکاگو به بخش جرمن‌تاون فیلادلفیا، سپس به پیتمن، نیوجرسی، نقل مکان کردند و سرانجام در بخش وودبری گاردنز در شهر دپتفورد، نیوجرسی مستقر شدند.
در سال ۱۹۶۴، اسمیت از دبیرستان دپتفورد تاون‌شیپ فارغ‌التحصیل شد و در یک کارخانه شروع به کار کرد. او برای مدت کوتاهی در کالج ایالتی گلاسبورو (دانشگاه روآن کنونی) در گلسبورو، نیوجرسی شرکت کرد.

## دیسکوگرافی

### به‌عنوان هنرمند تکی
- اسب (1975)
- خواب زندگی (1988)
- باز هم رفته (1996)
- آرامش و سروصدا (1997)
- گونگ هو (2000)
- ترامپین (۲۰۰۴)
- دوازده (2007)
- بانگا (2012)

### به‌عنوان پتی اسمیت گروپ
- رادیو اتیوپی (۱۹۷۶)
- عید پاک (۱۹۷۸)
- موج (۱۹۷۹)